# تازة كند وينق
تازة كند وينق هي قرية في مقاطعة خدا أفرين، إيران. عدد سكان هذه القرية هو 118 في سنة 2006.